# New Richmond (Ohio)
New Richmond é uma vila localizada no estado norte-americano de Ohio, no Condado de Clermont.

## Demografia
Segundo o censo norte-americano de 2000, a sua população era de 2219 habitantes.
Em 2006, foi estimada uma população de 2483, um aumento de 264 (11.9%).

## Geografia
De acordo com o United States Census Bureau tem uma área de
9,1 km², dos quais 8,9 km² cobertos por terra e 0,2 km² cobertos por água. New Richmond localiza-se a aproximadamente 157 m acima do nível do mar.

## Localidades na vizinhança
O diagrama seguinte representa as localidades num raio de 12 km ao redor de New Richmond.